# سیریل باگنوست
سیریل باگنوست (انگلیسی: Cyril Bagnost؛ زادهٔ ۲۴ ژانویه ۱۹۸۵) بازیکن فوتبال اهل فرانسه است.